# Edmund Harbitz
Edmund Theobald Harbitz (2 ottobre 1861 – 7 maggio 1916) è stato un avvocato e politico norvegese, per il Partito Conservatore. Ha presieduto il partito dal 1905 al 1908 ed è stato sindaco di Oslo dal 1899 al 1901.

## Biografia
Era figlio dell'office manager Christian Fredrik Gottfred Bohr Harbitz (1833–1916) e della moglie Fanny Theobald (1839–1872). Era il fratello maggiore del patologo Francis Harbitz, e nipote di Georg Prahl Harbitz. Si è iscritto alla facoltà di legge nel 1880 e si è laureato nel 1884. Ha lavorato come avvocato dal 1884 al 1890 e nel 1890 ha creato uno studio di avvocati insieme con il Ministro degli Affari Esteri Christian Fredrik Michelet. Dal 1896 Harbitz ha avuto l'accesso ai casi della Corte Suprema.
Nel novembre 1891 ad Amburgo ha sposato Helga Fredrikke Winding Pettersen, la quale era originaria di Bergen.

## Carriera politica
Nel 1897 Harbitz è stato coinvolto nell'Associazione Conservativa Kristiania. Ha presieduto l'associazione dal 1898 al 1904. Nel dicembre 1898 è stato eletto al servizio del comune di Kristiania. Con 43 voti su 84 il comune ha eletto Harbitz sindaco. Ha operato come sindaco fino al 1901; il suo mandato è stato gravemente colpito dalla crisi economica del 1899.
Harbitz si è attivato anche a livello nazionale ed è stato membro del Partito Conservatore per molti anni. Ha presieduto il partito dal 1905 al 1908, succedendo a Ole Larsen Skattebøl e venendo sostituito da Fredrik Stang, Jr. Nel 1905 gli è stato chiesto di diventare ministro nel nuovo governo Michelsen ma ha rifiutato.
Ha anche presieduto il consiglio del giornale conservatore Morgenbladet a partire dal 1902, ma a causa di divergenze con il caporedattore Nils Vogt nel 1913, Harbitz e Vogt sono stati allontanati dalle loro posizioni. Harbitz morì tre anni dopo.